# Соул, Крис
Крис Соул (англ. Chris Soule; 5 февраля 1973, Бриджпорт) — американский скелетонист, выступавший за сборную США с 1993 года по 2006-й. Обладает двумя медалями Чемпионатов мира, в 1997 году выиграл бронзу, а в 2003 — серебро. В сезоне 2002-3, победив во множестве заездов, стал обладателем Кубка мира. Является трёхкратным чемпионом национального первенства США и считается одним из наиболее титулованных американских скелетонистов.
Соул принимал участие в двух зимних Олимпиадах. В 2002 году в Солт-Лейк-Сити он был капитаном сборной США по скелетону и по итогам соревнований занял седьмое место. Выступление в Турине в 2006 оказалось ещё менее удачным — по завершении заездов спортсмен оказался лишь на двадцать пятой позиции, что привело его к решению закончить карьеру профессионального скелетониста.